# Bagi István (püspök)
Bagi István (Körmend, 1931. július 11. – Budapest, 1986. január 31. vagy 1986. január 30.) esztergomi segédpüspök.

## Pályafutása
A teológia esztergomi elvégzése után 1955. június 12-én szentelték pappá. További Budapesti tanulmányok után teológiai doktorátust szerzett. 1956-tól Zuglóban volt káplán, 1965-től a Pápai Magyar Intézet ösztöndíjasaként Rómában tanult. 1967-től Budapest–Várban káplánként, 1968-tól Esztergomban teológiai tanárként és a Simor könyvtár vezetőjeként szolgált.
1972-től a Pápai Magyar Intézet régense, majd 1973-tól 1979-ig rektora. Bizonyíthatóan a Belügyminisztérium ügynöke volt Blanc fedőnéven.

### Püspöki pályafutása
1979. március 31-én bavagalianai címzetes püspökké és esztergomi segédpüspökké nevezték ki. Április 30-án szentelte püspökké Esztergomban Lékai László esztergomi érsek, Bánk József váci, Fábián Árpád szombathelyi és Kisberk Imre székesfehérvári püspök segédletével. 1980-tól a Központi Papnevelő Intézet rektora volt.